# شنشنة
الشِّنْشِنَةُ ظاهرة صوتية قديمة وهي قلب الكاف شينًا مطلقًا. فيقال: كيف حالش؟، أي كيف حالكِ؟، وهي لغة مشهورة في اليمن و‌عُمان وعسير وما جاورهما، وما زالت مسموعة حتى يومنا هذا. ويبدو أنها ناتجة من تحول الصوت المزدوج ch في ظاهرة الكشكشة إلى أحد مكونيه وهو ش، وهي ظاهرة مصاحبة للأصوات المزدوجة.

والشنشنة خاصَّة لهجية يمنية قديمة، ونسبها ابن عبد ربه لقبيلة تغلب. فقد سُمِعَ بعض أهل اليمن في عرفة يقول:« لَبِّيشَ اللُّهمَّ لَبَّيشَ»، أي لبَّيك. ولا تزال هذه ظاهرة صوتية شائعة في اللهجة الحضرمية. تَتَمثِّل في قلب الكاف شينًا مطلقًا.

## تعريفها ومعناها
النَّشْنَشة هي «صَوتُ حركة الدِّرع والقِرطاس والثَّوْب الجديد ونحوها». والشنشنة هي « العادةُ الغالبةُ ». 
واصطلاحًا، جعل كاف الخِطاب شينًا مطلقًا عند بعض القبائل اليمنية. وأصل معناها العادة الغالبة، وفي المثل: «شِنشِنَةٌ أعرفها من أحزَم»، يُضرَب لقرب الشبه في الخُلُق، وأحزم عَلَم. وضدها هي الكشكشة. 

## في علوم اللغة العربية
الشِّنْشِنَةُ في علوم اللغة العربية تعتبر خاصَّة لَهجِيَّة في لغة اليمن وقبيلة تغلب، تتمثَّل في قلب الكاف شينًا، مثل «لبَّيشَ اللَّهم لَبَّيشَ» في «لَبَّيكَ اللهمَّ لَبَّيكَ». ولا تزال الشنشنة سائدة في لهجة حضرمية. وقد نسب ابن عبد ربه هذه الظاهرة اللغويَّة إلى قبيلة تغلب. ولا يعتبر قلب الكاف شينًا نتيجة لسبق الكاف المكسورة كما في العربية الشرقية، ولكنها صفة تشيع في العربية الجنوبية الحديثة التي تقلب الكاف شينًا دون شرط، ومحتملًا أن يكون مثل هذا التعبير الصوتي لم يحدث في اليمن. ينسبه المسعودي إلى قبيلة شحر في حضرموت (اللغة الشحرية)، وهي قبيلة التي تحيطها متكلمو العربية الجنوبية اليوم، وهم يقولون «هل لش فيما قلت لي» أي «هل لك فيما قلت لي»، كما يقولون «قلت لش أن تجعل الذي معي في الذي معش»، بدلًا من «لك» و«معك». والجملتان قد أخذهما المسعودي من الاستعمال الحيّ، ولكنهما مع ذلك ليستا غريبتين. 
وقد أثّرت هذه الظاهرة الصوتية في اللغة الحميرية.  ولمحمود المشهداني قصيدة عنوانها «الشِّنْشِنَةُ». 